# Parafia św. Idziego w Brzeźniu
Parafia Świętego Idziego w Brzeźniu – parafia rzymskokatolicka należąca do dekanatu Złoczew diecezji kaliskiej. Została utworzona w XIII wieku. Mieści się przy ulicy Kościelnej. Prowadzą ją księża diecezjalni.

## Historia
Parafia w Brzeźniu została erygowana w XIII wieku. Wieś na początku XIII wieku należała do biskupa krakowskiego Iwo Odrowąża, a potem do XVI wieku do klasztoru sióstr norbertanek w Imbramowicach. Pierwszy drewniany kościół istniał jeszcze przed 1456 rokiem, gdy jego istnienie odnotowano w dokumentach. Spłonął  w 1628 roku i został odbudowany. Na początku XVI wieku do parafii należały: „Brzeźno, Starcze, Grodziec Mały, Godynicze, Ostrów co do kmieci, Dąbrowa, Łęka, Rusków, Barczów, Pysków, Nowa Wieś”. W 1602 roku z parafii wydzielono wieś Godynice, a  w 1971 roku Pyszków.

## Proboszczowie
- ks. Kacper Kobyliński (1895–1902 administrator)
- ks. prał. Jan Henryk Witkowski (2014–2023)[2]
- ks. prał. dr Dariusz Smolnik (od 1 sierpnia 2023)[2]